# 론 라이브먼
론 리브먼(Ron Leibman, 영어 발음: /ˈliːbmən/, 1937년 10월 11일 ~ 2019년 12월 6일)은 미국의 각본가, 배우이다.
뉴욕에서 태어났으며 뉴욕에서 사망하였다. 사인은 폐렴이다.

## 출연 작품
- 어 리틀 헬프 (2010년)
- 가든 스테이트 (2004년)
- 퍼스널 벨로시티 (2002년) - 아브램 허스코위츠 역
- 오토 포커스 (2002년)
- 스위트 보이스 (2002년) - 로우 역
- 저스트 티켓 (1999년)
- 맨하탄에 밤이 오면 (1997년)
- 불행한 남자의 행복 (1986년)
- 크리스마스 이브 (1986년)
- 로맨틱 코미디 (1983년)
- 명마 파렙 (1983년)
- 사랑의 검객 조로 (1981년)
- 현상범 사냥꾼 (1981년)
- 신병 교육대 (1980년)
- 노마 레이 (1979년)
- 더 슈퍼 캅스 (1974년)
- 핫 락 (1972년)
- 죽음의 순례자 (1972년)
- Where's Poppa? (1970)

### 텔레비전
- 로앤오더: 범죄 전담반 (1995, 2000)
- 프렌즈 (1996-2004)
- 로앤오더: 성범죄 전담반 (2001)